# Leopold Ernst von Firmian
Leopold Ernst von Firmian, né le 22 septembre 1708 à Trente en principauté épiscopale de Trente, et mort le 13 mars 1783 à Passau, est un cardinal autrichien du XVIIIe siècle.

## Biographie
Von Firmian est élu évêque de Seckau en 1739 et de Passau en 1763. Le pape Clément XIV le crée cardinal lors du consistoire du 14 décembre 1772. Il ne participe pas au conclave de 1774-1775, lors duquel Pie VI est élu pape.